# Agustín de Jáuregui

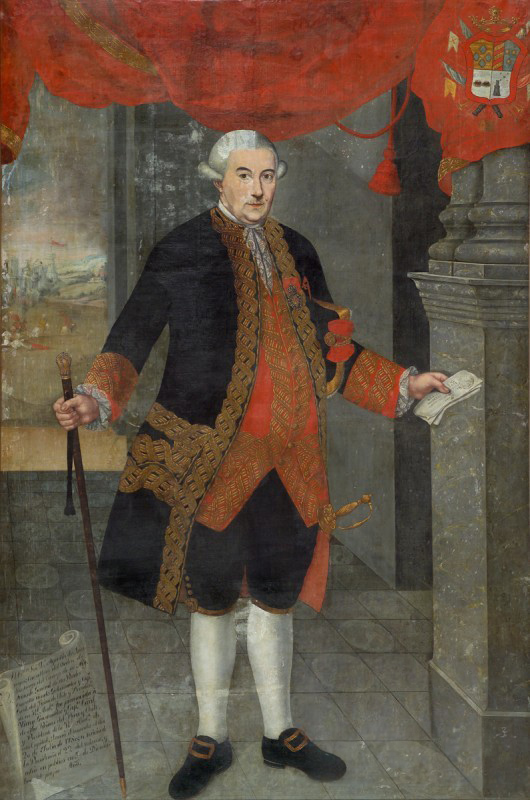
Agustín der Jáuregui

Agustín de Jáuregui y Aldecoa (* 17. Mai 1711 in Lecároz, Navarra, Spanien; † 29. April 1784 in Lima, Peru) war ein spanischer Offizier und Politiker. Von 1773 bis 1780 amtierte er als Gouverneur im Generalkapitanat Chile. Von 1780 bis 1784 war er Vizekönig von Peru.

## Leben

### Herkunft und Militärkarriere
Jáuregui wurde als Sohn von Matías de Jáuregui und seiner Ehefrau Juana María de Aldecoa in Navarra geboren. Er verfolgte eine Militärkarriere und ging in die Neue Welt. Bei der Verteidigung von Cartagena de Indias im heutigen Kolumbien war er beteiligt und war danach in Honduras, Puerto Rico und auf Kuba im Einsatz. Er stieg bis zum Dienstgrad eines Brigadiers und Marschalls auf und wurde in den Orden von Santiago aufgenommen.
In Kuba heiratete er Luisa de Aróstegui y Basave, die aus Havanna stammte. Danach kehrte er wieder nach Spanien zurück.

### Gouverneur von Chile
Am 25. Juni 1772 wurde Jáuregui im Alter von 61 Jahren zum Gouverneur von Chile ernannt. Er schiffte sich am 16. Oktober in La Coruña mit seinem Sohn Tomás in Richtung Montevideo ein. Er erreichte Santiago de Chile am 5. März 1773 und nahm am folgenden Tag die Amtsgeschäfte auf. Seine Frau war in Spanien geblieben; sie sollte ihren Mann nicht mehr wiedersehen und starb vermutlich in Pamplona.

#### Verwaltungsreformen
Er untersagte das Tragen von Waffen und verhängte strenge Strafen für Vergehen gegen die öffentliche Ordnung; außerdem suchte er den Kontakt mit Vertretern der Indianer (Parlament von Tapihue) und richtete eine von Jesuiten betriebene Ausbildungsstätte für die indigene Bevölkerung ein (das Colegio San Pablo). Unter seinem Gouvernat begann der Bau der Kathedrale von Santiago durch den italienischen Architekten Joaquín Toesca.
Am 29. April 1775 wurde der erste Postdienst des Landes aufgenommen. Er befahl zudem eine Volkszählung, die eine Einwohnerzahl von knapp 260.000 Personen im Generalkapitanat ergab.

#### Steuerreformen
Schon vor Jáureguis Amtsantritt war 1772 das Steuersystem von Grund auf verändert worden. An die Stelle der Verpachtung der Steuerrechte an Dritte trat die direkte Steuer- und Zollpflicht gegenüber der spanischen Krone. Die Reform musste gegen den erbitterten Widerstand der Steuerpächter durchgesetzt werden, die ihr einträgliches Geschäft verloren.

#### Militärreformen
Unter Jáuregui wurden 1777 erstmals Milizen in Chile gegründet: Zwei Kavallerie-Regimenter und ein Infanterie-Regiment formierten sich mit insgesamt rund 2.200 Mann. Sie sollten auch die abgelegeneren Regionen im Süden des Landes besser gegen Banditen schützen. Dem König schlug er eine Besoldungsreform vor, die 1778 angenommen wurde und die Entlohnung der königlichen Soldaten verbesserte.

#### Reformen der Kolonialverwaltung
Unter Jáureguis Gouvernat wurde die spanische Verwaltung Südamerikas 1776 fundamental reformiert. Die östlich des Andenhauptkamm gelegene Region Cuyo, die bis dahin zu Chile gehörte, ging im neu gegründeten Vizekönigreich des Río de la Plata auf.

### Vizekönig von Peru
Im Juni 1779 wurde Jáuregui zum Generalleutnant und darauf zum Vizekönig von Peru befördert. Nachfolger als chilenischer Gouverneur wurde interimsweise der Regente der Real Audiencia von Chile, Tomás Álvarez de Acevedo. Jáuregui trat sein neues Amt am 20. Juli 1780 an und wurde in Lima vom peruanischen Intellektuellen José Baquíjano mit einer Rede begrüßt.

#### Indio-Aufstand
Am 4. November 1780 brach der Aufstand der „Indios“ unter José Gabriel Condorcanqui los, der sich Tupac Amaru II. nennen ließ. Jáuregui ließ den Aufstand niederschlagen und Amaru verhaften. Am 18. Mai 1781 wurde Amaru zur Abschreckung der Bevölkerung gevierteilt, seine Frau und weitere Führer des Aufstandes wurden ebenfalls hingerichtet. In den Jahren bis 1783 wurden weitere Aufständische gefasst, gefoltert und hingerichtet. Der Auslöser des Aufstandes – die Verpflichtung der Ureinwohner zur Zwangsarbeit (das Repartimiento) – blieb bestehen und sorgte weiterhin für erheblichen Unmut bei den Einheimischen.

#### Amtsübergabe und Tod
Jáuregui übergab sein Amt am 4. April 1784 an Theodor de Croix. Er plante, nach Spanien zurückzukehren, erkrankte aber plötzlich (vermutlich erlitt er einen Schlaganfall) und starb wenige Tage später am 29. April 1784 im Alter von 73 Jahren.